# 연방 통신 위원회

FCC 새 로고

FCC 공식 문장

연방 통신 위원회(聯邦通信委員會, 영어: Federal Communications Commission, FCC)는 의회가 만들어 지휘하는 미국 정부 부서이다. 대부분의 결정 사항은 현 대통령이 관할한다.
FCC는 1934년의 통신법에 따라 제정된 것으로, 연방 무선시설 위원회의 뒤를 밟으며, 라디오 스펙트럼 (라디오 포함)과 텔레비전 방송), 그리고 각 미국 주의 전자 통신(유선, 위성, 케이블) 및 미국 안에서 시작되고 끝나는 모든 국제 통신의 사용을 비연합 정부의 자격으로 규제한다. 다시 말해, 유무선 통신 산업을 규제할 목적으로 만들어졌다. 미국 전자 통신 정책에 있어 중요한 요인이다. FCC는 주 연합 위원회로부터 유선 통신 규제를 받는다.
FCC는 미국 소유와 콜럼비아 특별구, 다시 말해 50개 주에 한꺼번에 결정 사항을 적용한다.

## 역사

FCC 이전 로고

### 1934년의 통신법
1934년에 의회는 연방 무선 통신(Federal Radio Commission)을 폐기하고 새로운 연방 통신 위원회에 권한을 이행하는 통신법을 통과시켰다. 통신법 제3항은 1927년의 무선 통신법(Radio Act)과 규정이 매우 비슷하다.

### 방송망 보고서
1940년에 연방 통신 위원회는 "방송망 보고서"(Report on Chain Broadcasting)를 발행하였다. 이 보고서에서 말하는 주된 요점은 NBC의 폐기였지만 그 밖에 두 가지 다른 중대한 요점이 있었다. 하나는 방송망 선택 시간(network option time)으로, CBS가 이 문제에 해당한다. 이 보고서는 방송망의 하루 방영 시간과 횟수를 제한하였다. 이전에 방송망은 몇 번이나 마음대로 방영할 수 있었다. 두 번째는 연예인 사무국과 관련한다. 방송망은 연예인의 고용과 대리를 관리하고 있었는데, 보고서는 이를 문제 삼았다.

### 1996년 전자 통신법
1996년에 의회는 1996년의 전자통신법을 법률로 정하였다. 1996년 법안은 ILEC를 요구하여 지역 전화 서비스의 경쟁을 부추겼으며 CLEC 시설 접근을 제공한다. 인터넷, 케이블 서비스의 발달로 어느 새로운 법안이 브로드밴드 서비스에 경쟁을 부추기는지 의문이 제기되면서 법안 개정 분위기가 일고 있다.

## 관리 표준
- FCC 파트 15
- FCC 파트 2
- FCC 파트 18
- FCC 파트 22
- FCC 파트 74
- FCC 파트 95
- FCC 파트 68 FCC 파트 73

## 같이 보기
- 방송통신위원회 - 한국은 기존에 있던 정보통신부를 한국판 FCC라고 할 수 있는 방송통신위원회(KCC)로 변경했다